# Couto de Magalhães
Couto de Magalhães es un municipio brasileño del estado del Tocantins. Se localiza a una latitud 08º17'02" sur y a una longitud 49º14'48" oeste, estando a una altitud de 150 metros. Su población estimada en 2004 era de 4.069 habitantes.